# チュシ・ガンドゥク
チュシ・ガンドゥク（チベット語: ཆུ་བཞི་སྒང་དྲུག་ ワイリー方式:chu bzhi sgang drug)はチベットの東部カム地方の別称。またこの土地出身のチベット人たちが1958年6月16日に結成し1950年代末から1970年代初頭にかけてゲリラ戦を展開した中華人民共和国（中国）によるチベット支配の打倒を試みる抗中統一ゲリラ組織の名称。「チュシ」は「4つの河」、「ガンドゥク」は「6つの山脈」の意。

## 概要

### 地域名称
「チュシ・ガンドゥク」というのは、チベット語で「4つの川と6つの山脈」という意味であり、横断山脈の褶曲山脈が並行し、その間の峡谷を雅礱江、金沙江（長江）、瀾滄江（メコン川）、怒江（サルウィン川）などの大河が流れるカム地方のことを指している。別称として「ド・カム・ガンドゥク(mdo khams sgang drug)」とも。

### 抗中統一ゲリラ組織
チベットでは、1955年より、ダライラマを長とするガンデンポタンが管轄する西蔵地域をのぞき、社会を社会主義式に改造する「民主改革」が開始された。チベット東部のカム地方（西康、現在は四川省などに属する）では、この「改革」の押しつけに対する反発から翌1956年より、中国支配に反発する民衆蜂起が勃発（チベット動乱の開始）、一時的に中国の軍事・行政機構が同地より一掃された。中国人民解放軍はただちにこれに反撃、敗北したカム地方の兵士や民衆は難民と化して、ガンデンポタンのもと平穏をたもっていた中央チベット（=西蔵）に逃げ込んだ。

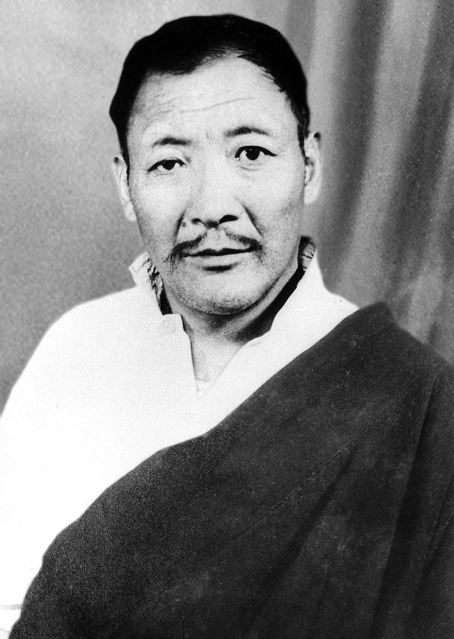
ゴンボ・タシ

チベットのカムおよびアムド地方の抵抗勢力は、1958年、中央チベットにおいて抗中ゲリラの統一組織を結成した。それがチュシ・ガンドゥクである。その主な目標として、チベットおよびチベット仏教を中国から守ることが掲げられた。チュシ・ガンドゥクの「司令長官」は、ゴンボ・タシであった。

## CIAと中華民国からの支援
チュシ・ガンドゥクは社会主義陣営と自由主義陣営(資本主義陣営)が世界を二分してにらみあう冷戦構造にくみこまれ、発足からほどなくして、アメリカのCIAから接触をうけ、その物質的な援助を受けるようになった。その援助の中には、武器・弾薬の供与や、米国領土内でのゲリラ部隊の兵士に対する訓練も含まれていた。また、チュシ・ガンドゥクは、蔣介石率いる台湾の中華民国政府からの援助も受けていた。

### セイント・サーカス作戦
CIAは反共産政策の一環として、チベット人にゲリラの訓練を受けさせることに合意した。このチベット・プロジェクトは「セイント・サーカス作戦(ST Circus)」というコードネームを与えられた。ゴンボ・タシは6人のチベット人の若者を選んで隣国のインドに送り込み、1957年2月20日には、CIAの導きで東パキスタン（現バングラデシュ）に潜入させた。6人は太平洋の島サイパン島に移され、5ヶ月の間ゲリラとして最新設備の使い方を含めた専門訓練を受けた。そして1957年10月の初め、B-17爆撃機で秘密裏にインド上空を通過し、パラシュートでチベットの地に降り立った。このとき日本の嘉手納基地を経由している。2人がラサ西部のサムイェー、3人が東チベットのリタンに送り込まれた。彼らはその後もCIAと連絡を取り、アメリカからの物資調達にあたった。
キャンプ・ヘールでは、全部で約259人のチベット人が訓練を受けた。その一部は、パラシュート降下で、（最も疲弊した）各地のレジスタンス・グループと合流した。他は、陸路でチベットに送られ、情報収集の任に就いた。また中には、北ネパールのムスタン郊外で、CIAの資金援助によるチベット・レジスタンス軍を創設するために尽力した者もいた（1959~1974年）。

## カム反乱・チベット動乱
ダライ・ラマは平和主義の精神から武力行使を容認できず、また失敗すると信じていたために1957年にダムポ・タシの支援を断っている。
チュシ・ガンドゥクは1957年4月にラサで、ダライ・ラマを守護する時がきたときに中国人民解放軍に挑む攻勢作戦か、それともチベット各地でゲリラ活動を続ける防勢作戦かを仏前のくじ引きで選び、前者と決まった。ゴムポ・タシの指揮下に「国民志願防衛軍」が組織され、インドから多くの装備を調達したが、それでも物資の不足は深刻であった。しかし1957年初頭には、国民志願防衛軍が攻勢をしかけ、中国人民解放軍の前哨地点を襲撃して圧倒していた。
チュシ・ガンドゥクはゲリラ軍であり、部隊の細かい動きはゴンボ・タシでさえ分からなかった。時にはチベット民衆から略奪を働くことさえあったが、そのような部隊は容赦なく射殺された。人民解放軍がチュシ・ガンドゥクにスパイを送り込むこともあったが、すぐに発覚して処刑された。
1958年末に中国は、中央チベットのラサやシガツェに住む東チベット人に対して故郷に戻るよう布告を出し、従わないものは強制送還した。中国はダライ・ラマ14世にも反乱軍を鎮圧するよう命令したが、下手にガンデンポタンの正規兵を派遣すると、ゲリラ組織に合流する危険性が高かったため、ダライ・ラマ14世はこれを断っている。
事態の悪化につれてチベットの民衆の間では、ダライ・ラマ14世が中国に拉致されるという噂が流れ、ついに1959年3月10日、1959年のチベット蜂起を呼ぶこととなり、ダライ・ラマ14世が中国人民解放軍の目を逃れてインド国境に向けてラサを脱出すると、中国人民解放軍は3月24日にラサを攻撃して多くのチベット仏教寺院が破壊され、これに反発してチベット人の一部が武装して反乱を起こした。この反乱はチベットの正月と祭典で人が多かったことから2万5000名の僧侶が拘束された。

## 武器放棄
1959年4月、ダライ・ラマ14世とゴンボ・タシの呼びかけにより、チュシ・ガンドゥクは武器を捨てた。これにより、主だった抵抗勢力はテンスン・ランタン・マガル(国民防衛義勇軍)のみとなった。

## その後

### インドと中国との関係
ダライ・ラマのインド亡命が明らかになると、インドと中華人民共和国の緊張は高まった。この頃には反乱活動に対して中国人民解放軍は10万名にも及ぶ大規模な陸軍力と航空部隊を投入し、反乱勢力は度重なる敗北により戦力を失う。
その後、インドとの国境紛争問題を抱えていた中国は、1959年にインド支配地域への進軍を行った。以後、1962年まで中印国境紛争が続くこととなる。

### ムスタンからのゲリラ作戦
1960年以降、チュシ・ガンドゥクは、ネパール北部のムスタンからゲリラ作戦を指揮していた。このゲリラ作戦は、1974年にCIAがチベット抵抗運動の支援プログラムを打ち切った時点で中断され、チベット人たちの精神的な指導者であるダライ・ラマは、チベット人に対して、武器を置いて平和裏に降伏することを指示するメッセージをテープに録音した。

## 米中接近とテンスン・ランタン・マガル支援打ち切り
1971年に、冷戦下でソビエト連邦との対立を深めていたアメリカのリチャード・ニクソン大統領が、中ソ対立の反作用でソ連との関係が悪化していた中華人民共和国との関係の改善を進め、中華人民共和国によるチベット併合を黙認するという政策転換を行い、アメリカと中国は急接近、1972年のニクソン大統領の中国訪問前後にCIAはテンスン・ランタン・マガルへの援助を打ち切ってしまう。
チベット国内は、中国人民解放軍によって完全に占領され、反乱勢力のほとんどが鎮圧された。
さらに1974年夏には、ネパール北部のムスタンに基地を構えていたチュシ・ガンドゥクがネパール政府に拠点を破壊され、主だった反乱は終わりを告げた。

## 参考資料
- Tsering Shakya (1999) (英語). The Dragon in the Land of Snows - A History of Modern Tibet Since 1947. New York: Columbia University Press. ISBN 0-231-11814-7. OCLC 40783846
- written by Tenzing Sonam ; produced and directed by Ritu Sarin and Tenzing Sonam ; a White Crane Films production for BBC. The Shadow Circus CIA in Tibet (VHS,DVD). Berkeley, Calif.: University of California Extension Center for Media and Independent Learning. OCLC 44617917。 (BBC製作・日本語字幕付き)。
- ピーター・ハークレロード 著、熊谷千寿 訳『謀略と紛争の世紀　特殊部隊・特務機関の全活動』原書房、2004年4月5日。ISBN 4562037520。OCLC 676441739。
- マイケル・ダナム 著、山際素男 訳『中国はいかにチベットを侵略したか』講談社インターナショナル、2006年。ISBN 477004030X。OCLC 71240058。
- ロラン・デエ 著、今枝由郎 訳『チベット史』春秋社、2005年。ISBN 4393118030。OCLC 62513857。
- ゴンポ・タシ 著、棚瀬慈郎 訳『四つの河六つの山脈 : 中国支配とチベットの抵抗』山手書房新社、1993年。ISBN 4841300864。OCLC 47320900。